# Хорол (река)
Хоро́л (укр. Хоро́л) — река в Сумской и Полтавской областях Украины, правый приток реки Псёл (бассейн Днепра).
Длина реки — 308 км, площадь водосборного бассейна — 3340 км². Средний расход воды — 3,6 м³/с.
Питание реки — преимущественно снеговое (85 %). Половодье с конца февраля до начала апреля.
Пересыхает в верховье на 40-50 суток. Замерзает в ноябре — начале января, вскрывается в марте — начале апреля. Среднегодовой расход воды р. Хорол у г. Миргород составляет 3,8 м³/с. Минерализация воды составляет: весеннее половодье — 843 мг/дм³; летне-осенняя межень — 966 мг/дм³; зимняя межень — 1053 мг/дм³. На Хороле находятся города Миргород и Хорол.

## Этимология

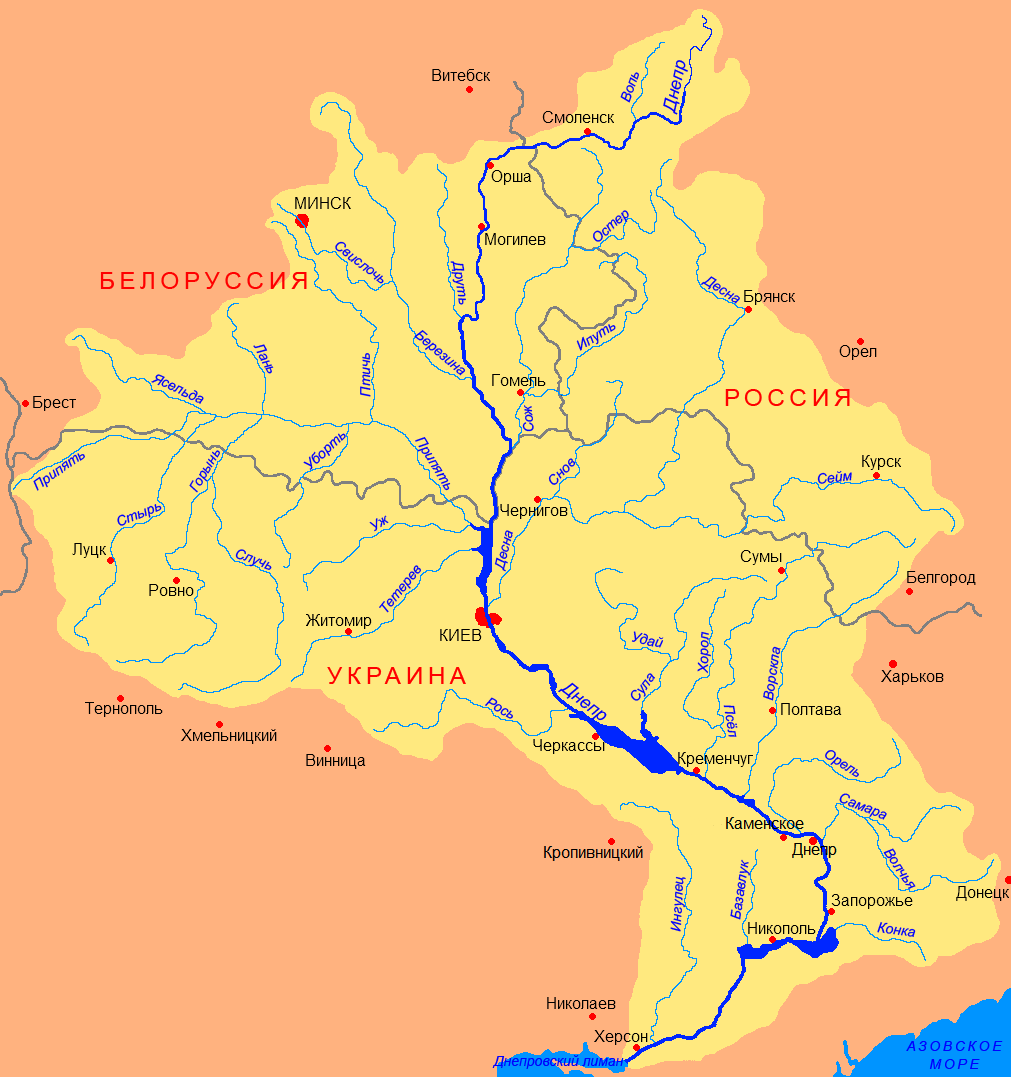
Бассейн Днепра

Название реки происходит, по всей вероятности, из иранского, но не из hu- «хороший», как думал А. И. Соболевский, а от того же har- «течь», которое образует гидронимы Хартислова, Хоропуть и др